# Andrea Weber
Andrea Weber (* 12. Jänner 1965 in Mödling) ist eine österreichische Wirtschaftswissenschaftlerin und Hochschullehrerin.

## Leben
Andrea Weber schloss 1990 ihr Studium der Mathematik als Diplom-Ingenieur an der Technischen Universität Wien ab und war dort für ein Jahr Forschungsassistentin am Institut für Ökonometrie und Systemtheorie. Ihr Diplom in Wirtschaftswissenschaften erlangte sie 1996 am Institut für Höhere Studien (IHS). In Wien war sie anschließend Forschungsmitglied des Österreichischen Instituts für Wirtschaftsforschung (1997–2000) und Assistenz-Professorin am IHS (2000–2004). Im Jahr 2002 erfolgte ihre Promotion in Technikwissenschaften an der TU Wien. Nach einem Postdoc-Aufenthalt an der University of California (Berkeley) war sie dort von 2006 bis 2009 als Visiting ssistant Professor in der Abteilung für Wirtschaftswissenschaften tätig. Nach ihrer Habilitation an der Universität Linz (2008) forschte sie bis 2010 am Rheinisch-Westfälischen Institut für Wirtschaftsforschung (RWI).
Weber lehrte als Professorin für Wirtschaftswissenschaften von 2010 bis 2016 an der Universität Mannheim und anschließend bis 2017 an der Wirtschaftsuniversität Wien. 2017 übernahm sie eine Professur an der Central European University in Budapest und ist weiterhin als Gastprofessorin an der Wirtschaftsuniversität Wien tätig.
2016 wurde sie in der Sektion Ökonomik und Empirische Sozialwissenschaften unter der Matrikel-Nr. 7720 als Mitglied in die Nationale Akademie der Wissenschaften Leopoldina aufgenommen. 2023 wurde sie korrespondierendes Mitglied der Österreichischen Akademie der Wissenschaften.

## Forschungsschwerpunkte
Webers Forschungsschwerpunkte liegen in den Bereichen Arbeitsmarktpolitik, Soziale Sicherungssysteme, Genderforschung am Arbeitsmarkt und Angewandte Mikroökonomik.

## Publikationen (Auswahl)
- mit Day Manoli: The Effects of the Early Retirement Age on Retirement Decisions, 2018.
- mit Ingrid Huitfeldt, Andreas Kostol, Jan Nimczik: Internal Labor Markets: A Worker Flow Approach, 2020.
- mit Zhuan Pei, David Lee, David Card: Local Polynomial Order in Regression Discontinuity Designs,  2020.
- mit Agata Maida: Female Leadership and Gender Gap withi n Firms: Evidence from an Italian Board Reform,  2020.
- mit Martin Halla, Julia Schmieder: Job Displacement, Family Dynamics, and Spousal Labor Supply. In: American Economic Journal: Applied Economics. Band 12, Nr. 4, 2020, ISSN 1945-7782, S. 253–287, doi:10.1257/app.20180671 (aeaweb.org).

## Auszeichnungen
- 2023: Grete-Rehor-Preis in der Kategorie Wirtschaftswissenschaft[4]